# كريستيان بونسليه
كريستيان بونسلييه (بالفرنسية: Christian Poncelet) من مواليد سنة 1928 سياسي فرنسي محافظ يترأس مجلس الشيوخ الفرنسي منذ عام 1998 حتى عام 2008.

## روابط خارجية
- كريستيان بونسليه على موقع مونزينجر (الألمانية)